# Brassocattleya litoralis
Brassocattleya litoralis är en orkidéart som beskrevs av Marcos Antonio Campacci. Brassocattleya litoralis ingår i släktet Brassocattleya och familjen orkidéer. Inga underarter finns listade i Catalogue of Life.